# Chlorophorus yedoensis
Chlorophorus yedoensis är en skalbaggsart som först beskrevs av Tadao Kano 1933.  Chlorophorus yedoensis ingår i släktet Chlorophorus och familjen långhorningar. Inga underarter finns listade i Catalogue of Life.